# Țar și dulgher (film din 1956)
Țar și dulgher (titlu original în germană Zar und Zimmermann), este ecranizarea operei omonime a lui Albert Lortzing la Studioul DEFA din Berlin, de către regizorul Hans Müller, în anul 1955, premiera având loc la 18 mai 1956.
Protagoniștii filmului sunt actorii Willy A. Kleinau, Bert Fortell, Lore Frisch, Günther Haack, Walther Suessenguth și Erich Arnold.

## Conținut
Tânărul Țar Petru I, se află incognito sub numele de Peter Mihailov în micul orășel Saardam, ca ucenic dulgher să învețe meșteșugul construcției de corăbii. Împreună cu compatriotul său, dezertorul Peter Ivanov, sunt singurii care vor să învețe această meserie. Amândoi Peter sunt îndrăgostiți de tânăra Marie, care nu se poate hotărî pe care să-l aleagă.

## Distribuție
- Willy A. Kleinau – Van Bett, Primarul Saardamului
- Bert Fortell – Peter Mihailov
- Lore Frisch – Marie
- Günther Haack – Peter Ivanov
- Walther Suessenguth – Amiralul Lefort
- Erich Arnold – Marchizul de Charteauneuf
- Kurt Mühlhardt – Lordul Syndham
- Paula Braend – văduva Brouwe

## Vezi și
- Țar și dulgher (opera)
- Listă de filme străine până în 1989

## Legături externe
- Țar și dulgher la Internet Movie Database